# デザインファクトリー (千葉県)
株式会社デザインファクトリーは、千葉県浦安市舞浜にあるオリエンタルランドグループの企業の一つである。東京ディズニーリゾート内のクリエイティブプロダクションとして幅広い業務に取り組む。

## サービス

### マーケティング企画
東京ディズニーリゾートの各施設への認知・来園促進を目的として、リサーチから戦略立案・遂行・改善までを一気通貫で提供。

### クリエイティブデザイン
東京ディズニーリゾートのガイドマップ、ディズニーホテルで利用される各種ゲスト向けツールのデザイン、制作。
アートディレクター、コピーライター、デザイナー、校正、著作権管理者など、東京ディズニーリゾートのクリエイティブ開発に深い知見や洞察をもったプロフェッショナルが多く在籍。

### プロダクトデザイン
東京ディズニーリゾートを演出する販売商品や包装材などのデザイン開発から生産管理。東京ディズニーリゾートのスポンサー企業キャンペーンの販売促進ツール、ノベルティの企画、制作。東京ディズニーリゾートの運営をサポートするビジネスフォーム類の制作。

### WEBサイト開発
東京ディズニーリゾートのイベントやサービスを告知するためのWEBサイトの企画、デザイン、運用。

## 沿革
- 1998年6月15日　オリエンタルランドの100%出資子会社として設立